# Kandava
Kandava (en alemán: Kandau y en livonio: Kāndav) es una villa de Letonia, capital del municipio homónimo. Se sitúa a 90 km al oeste de Riga. 

## Historia
En el siglo X los curonios expulsaron a los nativos livonios de la zona. La primera mención escrita de Kandava data de 1230. En 1253 se construyó un castillo alrededor del cual se desarrolló la villa, consiguiendo los derechos de mercado en 1625.
En la época del duque Jacob Kettler se establecieron diferentes manufacturas, favoreciendo que la población aumentara y sobrepasara los 1000 habitantes. Sin embargo, durante las Guerras del Norte el castillo fue destruido en varias ocasiones y tras una gran epidemia en 1710 la zona se despobló. 
Como parte de la gobernación rusa de Curlandia, la zona se recuperó y en 1893 se le concedieron los derechos de ciudad. En 1904 se inauguró la estación de ferrocarril perteneciente a la línea Riga - Ventspils. Cuando en 1915, durante la Primera Guerra Mundial, debido a la proximidad del frente, se evacuó al 75% de sus habitantes. Tras la Segunda Guerra Mundial varias industrias se establecieron en la zona propiciando que el número de habitantes se duplicase en 1989.